# 북요
북요(北遼, 1122년 ~ 1123년)는 1122년 3월에 건국된 요나라 북부의 잔존국이다. 초대 황제는 야율순이다.
1122년 천조제가 도망가자, 야율대석이 야율순을 초대 황제로 옹립하였으나 야율순은 얼마 못가 죽고, 야율정이 황제에 올랐으며 덕비 소보현녀가 섭정을 했다. 그러나 얼마 못 가서 금나라가 수도 연경(燕京)을 점령하자 소보현녀와 야율대석은 요나라로 도망쳐 천조제에게 항복하고 야율정은 금나라 군대에 붙잡히고 만다. 이후 야율아리 등이 끝까지 금나라에 저항하며 북요를 유지시키고 있었으나 북요의 마지막 황제인 야율출렬이 부하들에게 살해당하고 금 태종이 침입하자 결국 멸망한다.

## 역대 황제
| 대수                  | 묘호              | 시호                         | 성명                | 거란 이름         | 연호              | 재위기간          | 능호              |
| 야율순 계열(북요)     | 야율순 계열(북요) | 야율순 계열(북요)            | 야율순 계열(북요)   | 야율순 계열(북요) | 야율순 계열(북요) | 야율순 계열(북요) | 야율순 계열(북요) |
| --------------------- | ----------------- | ---------------------------- | ------------------- | ----------------- | ----------------- | ----------------- | ----------------- |
| 제1대                 | 선종 (宣宗)       | 효장황제 (孝章皇帝)          | 야율순 (耶律淳)     | 열리 (涅里)       | 건복(建福)        | 1122년            | 영안릉 (永安陵)   |
| 섭정                  | -                 | 덕비 (德妃)                  | 소보현녀 (蕭普賢女) | -                 | 덕흥(德興)        | 1122년            | -                 |
| 제2대                 | -                 | 소황제 (少皇帝) (진왕(秦王)) | 야율정(耶律定)      | -                 | 덕흥(德興)        | 1122년 ~ 1123년   | -                 |
| 야율아리 계열(서북요) |                   |                              |                     |                   |                   |                   |                   |
| 제3대                 | -                 | 유황제 (幽皇帝) <양왕(梁王)> | -                   | 아리 (雅里)       | 신력(神歷)        | 1123년            | -                 |
| 제4대                 | -                 | 회황제 (懷皇帝)              | -                   | 출렬 (朮烈)       | -                 | 1123년            | -                 |

## 같이 보기
- 요나라
- 서요
- 동요국
- 후요